# خاندریا
خاندریا (یونانی: Χανδριά) روستایی در قبرس در ناحیه اداری لیماسول است. این روستا با داشتن ارتفاع از سطح دریای ۱٬۲۷۵ متر، دومین روستای بلند در قبرس است.
طبق برآورد سال ۲۰۰۶، جمعیت روستا ۲۱۴ تن بود. در میانهٔ سده بیستم میلادی جمعیت روستا بیش از ۱٬۰۰۰ تن بود.